# Arnoldo Mondadori Editore
Arnoldo Mondadori Editore S.p.A., noto come Gruppo Mondadori, è una holding italiana con sede a Segrate. Nasce a Ostiglia nel 1907 da Arnoldo Mondadori, dal 1991 è controllata dal Gruppo Fininvest.
Con i suoi marchi editoriali, il gruppo pubblica libri e giornali (cartacei e digitali) in Italia e nel mondo, dispone di un'estesa catena di negozi, anche con la formula del franchising e detiene il 20% di Monradio S.r.l., società produttrice di Radio 101. È una società quotata alla Borsa di Milano dal 1982, negli indici FTSE Italia Small Cap e FTSE Italia STAR.

## Storia

### Dalla fondazione al 1945

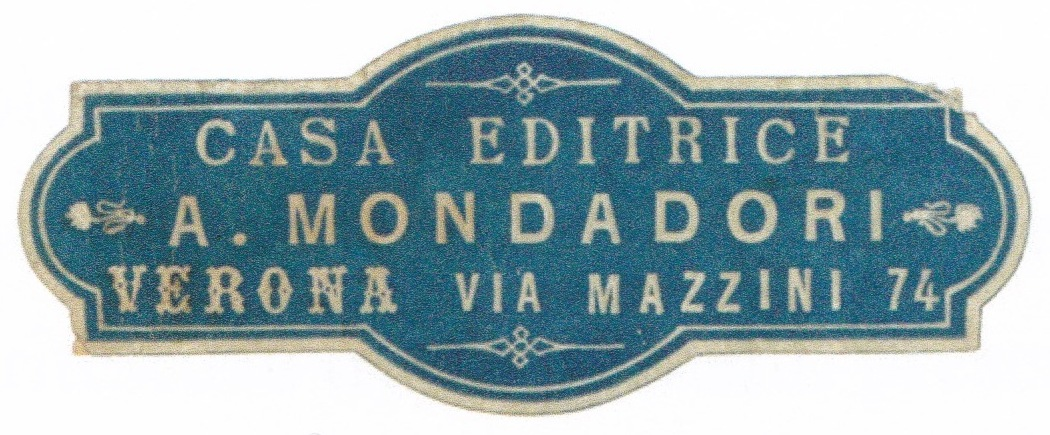
Etichetta editoriale. Vi è stampato l'indirizzo che ebbe la Mondadori fino alla Prima guerra mondiale.

L'attività editoriale di Arnoldo Mondadori (1889-1971) inizia a Ostiglia (MN) nel 1907. La sua prima pubblicazione è un periodico “popolare-istruttivo”, Luce!. Nel 1911 conosce Tomaso Monicelli (nativo di Ostiglia e padre del famoso regista Mario Monicelli) e insieme fondano "La Sociale", uno stadio iniziale di quella che poi diventerà la casa editrice Mondadori. Arnoldo e Tomaso iniziano a lavorare a una collana editoriale dedicata ai ragazzi in età scolare, con l'obiettivo di pubblicare libri formativi, ovvero letture di accompagnamento ai testi scolastici. Nel 1912 pubblicano il loro primo libro, Aia Madama, una raccolta di novelle scritte da Monicelli a cui l'anno successivo si aggiunge Il piccolo viandante, scritto sempre da Monicelli. La collana viene chiamata "Bibliotechina della Lampada" e i racconti verranno pubblicati regolarmente fino al 1927.
Negli anni della prima guerra mondiale Arnoldo Mondadori ha l'idea di un periodico illustrato per le truppe al fronte. Lancia La Tradotta, che riscontra un buon successo. La Tradotta viene affiancato da La Ghirba, cui contribuiscono pittori e scrittori famosi tra cui Ardengo Soffici, Giorgio de Chirico e Carlo Carrà. Contemporaneamente allarga l'attività libraria pubblicando nomi importanti della narrativa nazionale. Nel 1917 trasferisce il proprio stabilimento a Verona e alla fine del 1919 apre la nuova sede dirigenziale a Milano.
Gli anni venti sono un periodo di crescita intensa. Nel 1921 Mondadori riesce a stringere un accordo con l'industriale Senatore Borletti tale da garantire sia un più stabile accesso al credito sia un rapporto organico con le nuove classi politiche del nascente potere fascista. Il 31 maggio di quell'anno Borletti, che è entrato nella società con un consistente afflusso di capitale, diventa presidente della nuova Arnoldo Mondadori Editore con sede a Milano, di cui lo stesso Mondadori diviene consigliere delegato. Borletti terrà la presidenza fino al 1939, anno della sua morte. Sempre nel 1921 Mondadori acquista i diritti dell'Enciclopedia dei ragazzi da un piccolo editore milanese. L'opera, pubblicata a dispense, è lanciata in una vasta campagna pubblicitaria come il corredo indispensabile per ogni scolaro. Negli stessi anni il governo Mussolini inizia il suo controllo sulla società riformando interamente i sussidiari scolastici. Il rapporto con il regime fascista è, come per tutti i grandi industriali dell'epoca, di reciproco interesse. Mondadori si lega a Mussolini fin da subito, infatti ottiene un'esclusiva per la realizzazione di un libro di Stato per le scuole elementari. Alla produzione per la scuola, Mondadori affianca poi una ricca offerta di libri e periodici per l'infanzia, che confluisce nel Giornalino della domenica, storica testata per bambini acquistata nel 1925.
Intanto, due anni prima, Senatore Borletti ha convinto Mondadori ad entrare nella proprietà del quotidiano milanese «Il Secolo» (1923). Le prime riviste mondadoriane, «Il giornalino della Domenica» e «La Donna» (acquisita nel dicembre 1922), confluiscono nella società editrice del quotidiano. Nel luglio 1925 Mondadori è nominato consigliere delegato anche della società editrice del quotidiano. Alla fine dell'anno inizia a stampare «Il Secolo Illustrato» in rotocalcografia, tecnologia che consente di stampare su carta da giornale fotografie di ottima qualità. Le vendite però non raggiungono i risultati sperati. Il 30 marzo 1927 Mondadori cede le sue quote ed esce dalla società. Per otto anni non pubblica periodici.
Nel 1926 avviene la prima uscita de "Le Scie", la più antica collana della Mondadori. Nello stesso anno la casa editrice, codiretta da Mondadori e da Vincenzo Errante, inizia la pubblicazione dell'edizione nazionale dell'Opera omnia di Gabriele D'Annunzio, il maggiore scrittore italiano dell'epoca. L'iniziativa consacra la Mondadori sulla scena culturale nazionale e internazionale; il prestigio assunto le permetterà di sostenere negli anni altri progetti ambiziosi. Sono pubblicate le opere di giovani scrittori, come di autori già affermati e dei classici della letteratura. Tra gli altri si ricordano: Luigi Pirandello, Giovanni Pascoli, Giovanni Verga, Antonio Fogazzaro, Sibilla Aleramo e Grazia Deledda. Nel 1928 entra in azienda, su consiglio di Senatore Borletti, il letterato Luigi Rusca. Nominato co-direttore generale, Rusca si occupa del risanamento economico dell'azienda. Gradualmente ridimensiona gli spazi fino ad allora occupati da Vincenzo Errante. Rusca rimarrà in carica per 17 anni, fino al 1945.

#### Nasce il genere giallo
Nel 1929 vengono lanciati i "Libri Gialli" (dirige la collana Alberto Tedeschi, le traduzioni sono opera in massima parte di Enrico Piceni), un progetto editoriale che consisteva nella pubblicazione di opere a carattere poliziesco di scrittori internazionali, un genere nuovo per l'Italia. La collana si distingue per il colore giallo delle copertine. Nonostante il prezzo abbastanza alto per l'epoca (cinque lire e mezzo), la risposta del pubblico fu positiva, con cinquantamila copie vendute in un mese e ottantamila dopo cento giorni. Accanto a quelli che sono considerati i maestri del genere, come ad esempio Raymond Chandler, Dashiell Hammett, Georges Simenon, Agatha Christie e Erle Stanley Gardner, nel 1931 iniziano a scrivere romanzi gialli anche alcuni scrittori italiani, come Alessandro Varaldo e Augusto De Angelis.
La collana ottiene un successo tale da dare il proprio nome al genere letterario. Seguono altre iniziative editoriali collegate: la collezione rilegata dei "Libri Gialli" (1929-1941, 5,50 lire, tiratura media 15 mila copie), quella popolare dei "Gialli Economici" (1933-1941, in brossura, 2 lire al volume, tiratura media 20 mila copie, un'uscita ogni 15 giorni), fino alla raccolta dei "Supergialli" (1933-1941). Nel 1930 apparvero i "Libri Azzurri" (1930-36), collana che raccolse le opere dei più importanti autori italiani a costi popolari. Tra il 1931 e il 1932 uscirono tre nuove collane: "Libri Verdi" (1932-1941), diretta da Lorenzo Montano, "Biblioteca Romantica" (1931 -1942) e "I Romanzi della Palma" (1932-1943). Sempre nel 1932 Mondadori fu il primo a tradurre ed a pubblicare in Italia le storie del commissario Maigret. Lanciò una collana apposita, "Libri neri", con copertine fotografiche che, dal settembre 1932 al luglio 1933 pubblicò 12 romanzi di Simenon. Nel 1934, dopo cinque anni di lancio sul mercato, la tiratura complessiva dei "Libri gialli" sfiorò i due milioni di copie. Decisa a cavalcare l'onda del successo, nel 1935 la Mondadori tornò nel settore dei periodici dopo una pausa di otto anni. Venne lanciato il settimanale Il Cerchio Verde (1935-1937), periodico illustrato di storie poliziesche.

#### Da Medusa a Topolino

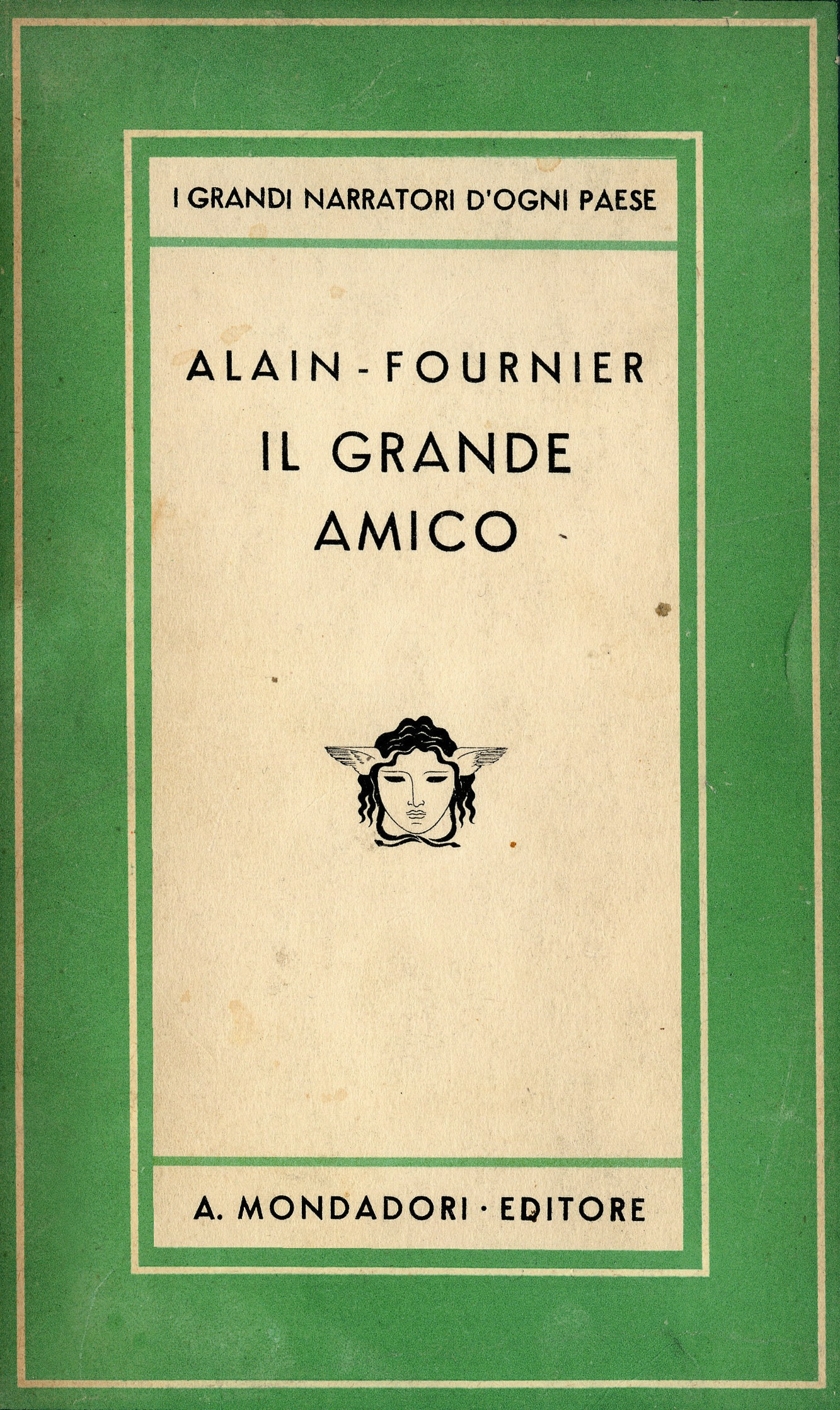
Copertina del primo volume della collana Medusa, Il grande amico di Alain-Fournier (1933).

Intuendo le potenzialità di un nuovo mercato, nel 1933 Mondadori inaugura una collana dedicata interamente a opere di autori stranieri, Medusa. Il catalogo della collana, diretta da Luigi Rusca, è uno dei più ricchi dell'editoria italiana ed ottiene un successo inaspettato. La Medusa contribuisce anche a sprovincializzare il mercato interno.
In tre anni vengono stampati circa 60 titoli, con pubblicazioni di autori insigniti del premio Nobel, e create un paio di collane figlie. La Medusa vede nascere lo sviluppo anche di nuove professionalità, come quella del traduttore: tra i più importanti si ricordano scrittori del calibro di Cesare Pavese e Corrado Alvaro. L'anno seguente nasce anche una collana dedicata ai Classici Italiani, diretta da Francesco Flora (e in seguito da Dante Isella).
Nello stesso anno Mondadori raggiunge un accordo con Walt Disney, che porta la casa editrice a pubblicare in Italia delle produzioni della Disney. Rimanevano escluse le storie a fumetti di Topolino i cui diritti erano in mano al fiorentino Giuseppe Nerbini, che dal 1932 ne pubblicava le storie sul settimanale omonimo, Topolino, ma che fu poi costretto a cederlo alla Mondadori che ne continuò la pubblicazione grazie all'intervento del regime fascista.
L'offerta Mondadori è in grado di soddisfare ogni interesse. L'editore ha posto sul mercato una collana editoriale oppure un periodico in grado di soddisfare l'interesse di ogni fascia di pubblico:
| Fascia di pubblico                       | Prodotto                                                                       |
| ---------------------------------------- | ------------------------------------------------------------------------------ |
| Cultori della letteratura nazionale      | collana «I Classici italiani»                                                  |
| Appassionati di biografie                | collana «Le Scie»                                                              |
| Libri di facile lettura                  | collana «Omnibus»                                                              |
| Appassionati di avventure                | collana «Viaggi e grandi imprese»                                              |
| Bambini in età scolare                   | I periodici «Giornalino della domenica» e «Topolino» e la collana «La lampada» |
| Pubblico femminile                       | collana «Biblioteca romantica», settimanale «Grazia»                           |
| Cultori della letteratura internazionale | collana «Medusa»                                                               |
| Cultori della poesia                     | collana «Lo Specchio»                                                          |
| Quotidiani e periodici di attualità      | quotidiano «Il Secolo» e settimanale «Tempo»                                   |
| Letture d'evasione                       | Periodico «Le Grandi Firme»;                                                   |

Nel 1935 Mondadori decide la riedizione integrale dell'Enciclopedia dei ragazzi, rinnovando sia i contenuti che la veste grafica. La nuova opera conterà circa 40 tra riedizioni e ristampe, sino all'ultima edizione del 1979.. Nel 1936 la casa editrice decide di riorganizzarsi per comparti: nasce così l'«Anonima Periodici Italiani» (API), che raggruppa tutte le riviste mondadoriane. Nel 1937 Cesare Zavattini, dopo avere assunto la direzione del Cerchio Verde, è nominato direttore editoriale della casa editrice. Nello stesso anno esce la collana "Omnibus". I primi due titoli, Via col vento di Margaret Mitchell e Novelle per un anno di Pirandello riscuotono un lusinghiero successo. Nel 1938 nasce Grazia, rivista dedicata al pubblico femminile e l'anno successivo Alberto Mondadori, primogenito di Arnoldo, fonda il settimanale Tempo, precursore delle riviste d'informazione che caratterizzeranno gli anni del dopoguerra in Italia.
Dal 1937 il regime fascista iniziò a far sentire la propria pressione sulla produzione giallista della Mondadori. In quell'anno, infatti, il Ministero della cultura popolare dichiarò che nei romanzi «L'assassino non deve assolutamente essere italiano e non può sfuggire in alcun modo alla giustizia» e sui libri stranieri apparvero fascette che dicevano: «Gli usi e i costumi della polizia descritti in quest'opera non sono italiani. In Italia, Giustizia e Pubblica Sicurezza sono cose serie». Nel 1941 fu ordinata la chiusura della collana Mondadori, in seguito a una rapina con scasso che si ipotizzò potesse essere stata istigata dalla narrativa "gialla". Due anni dopo (1943) Benito Mussolini ordinò che entro il 31 luglio venissero confiscati «tutti i romanzi gialli in qualunque tempo stampati e ovunque esistenti in vendita». La collana riaprì solo nell'aprile 1946 con il nuovo nome "Il Giallo Mondadori", che tuttora la caratterizza.
A partire dal 1942 la Mondadori iniziò la pubblicazione dell'opera omnia di Giuseppe Ungaretti, intitolata Vita di un uomo. Nello stesso anno si aggiudica i diritti di Salvatore Quasimodo. La sua prima raccolta pubblicata con Mondadori è Ed è subito sera (contenente la celeberrima poesia ed altri componimenti scritti nei sei anni precedenti), che appare nella collana Lo specchio, dedicata alla poesia. Nel periodo della seconda guerra mondiale, per sottrarsi al rischio dei bombardamenti, le redazioni e la sede vengono trasferite ad Arona, sul Lago Maggiore, a pochi chilometri dalla villa di Meina dove abitava Arnoldo. Dopo l'8 settembre 1943 (armistizio tra Italia e Alleati e conseguente invasione dell'esercito nazista) l'editore decide di trasferirsi clandestinamente in Svizzera, seguito sia da Andreina che dai figli. Dal paese alpino poté continuare a tenere i contatti con gli agenti e gli autori stranieri (prevalentemente statunitensi). Nell'aprile del 1944 la gestione dell'azienda venne commissariata dalla Repubblica Sociale Italiana.

### Dal secondo dopoguerra agli anni sessanta
Nel 1946 la società assunse la denominazione attuale di «Arnoldo Mondadori Editore S.p.A.». Due collane segnano la ripresa dell'attività editoriale della casa editrice nel secondo dopoguerra: «I classici contemporanei italiani» (1946) e «I classici contemporanei stranieri» (1947). Superata la fase di assestamento, la Mondadori inaugura una collana che propone "bei libri" ad un prezzo contenuto, settore all'epoca scoperto. Nel 1948 nasce così la «Biblioteca Moderna Mondadori», che punta ad allargare il bacino dei lettori, rivolgendosi soprattutto al pubblico giovane. Intanto la collana dei "Gialli" conosce un successo senza precedenti: nel periodo 1946-1949 vengono stampate 1 377 222 copie.

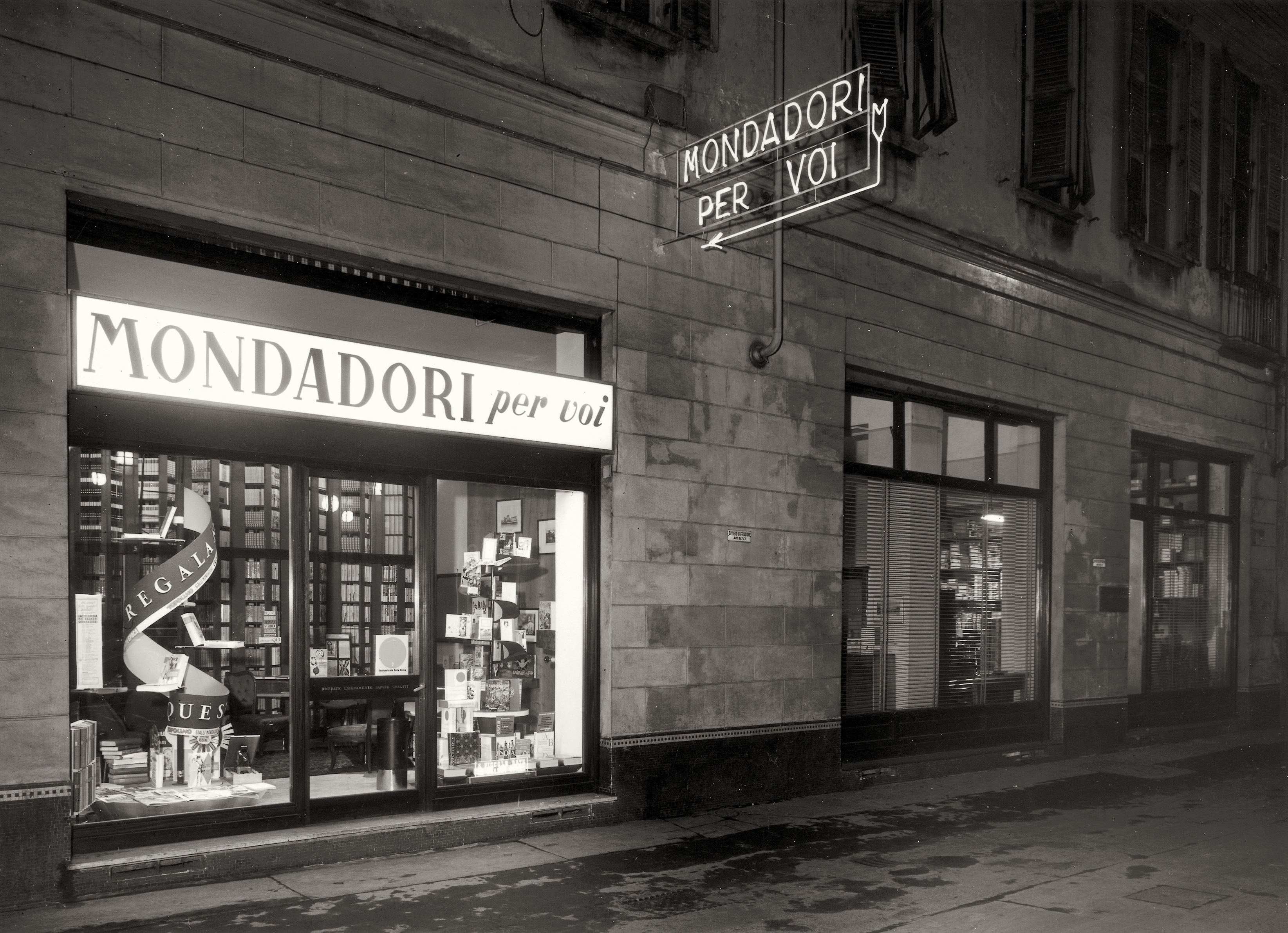
Negozio della catena "Mondadori per voi", Milano, 1954

Sul versante dei periodici escono Confidenze e Bolero Film. Nel 1950 Mondadori rientra nel settore dei settimanali d'informazione, dove non è più presente dal 1943, quando aveva sospeso Tempo. La nuova rotativa a rotocalco permette di realizzare pagine illustrate di grande qualità. È così che appare Epoca: viene lanciata nell'ottobre 1950 con lo slogan «Il settimanale della famiglia italiana» e una tiratura di 300 000 copie. Il settimanale, che importa in Italia il modello americano di fotogiornalismo, è curato a livello grafico da Bruno Munari e diretto da Alberto Mondadori. Oltre a distinguersi per la raffinatezza dell'impianto grafico, Epoca vanta tra le sue collaborazioni alcune delle più importanti firme del panorama giornalistico italiano del tempo: Cesare Zavattini, Elio Vittorini, Giovanni Spadolini e più tardi anche Indro Montanelli. Seguiranno poi i mensili Arianna (che verrà chiuso nel 1972) e Storia Illustrata (1956-2000). Tra il 1950 e il 1960 il settore periodici moltiplicò per cinque volte il proprio valore, con un conseguente incremento del fatturato pubblicitario.
In questo periodo inizia anche la pubblicazione di altre importanti collane fra cui "I libri del pavone" e "Il bosco". Nel 1952 inizia la pubblicazione de "Urania", una collana di romanzi di fantascienza, tuttora pubblicata, che ha contribuito in maniera sostanziale alla diffusione di questo genere letterario in Italia. Il primo romanzo pubblicato è Le sabbie di Marte di Arthur C. Clarke. Nel 1954 nasce la prima catena di librerie (Mondadori per voi); è invece del 1960 la creazione del Club degli Editori, primo esempio di organizzazione per la vendita di libri per corrispondenza.
Nel 1958 Mondadori fonda la casa editrice Il Saggiatore, con l'obiettivo di entrare nel difficile mercato dell'editoria colta. Intanto la casa madre è impegnata nella fondazione di dieci nuove collane. Viene disegnato un nuovo organigramma per la direzione dei vari settori dell'editoria (narrativa italiana, narrativa straniera, poesia e saggistica). Al vertice delle direzioni viene posto Vittorio Sereni con la carica di "direttore letterario" (rimarrà in Mondadori dal 1958 al 1975). Collaborano con Sereni: Niccolò Gallo, direttore delle collane di narrativa italiana (dal 1959 al 1971) ed Elio Vittorini, direttore delle collane straniere (nel 1960 assunse la direzione della collana Medusa). Sereni porta in Mondadori Vasco Pratolini, Carlo Bernari, Giovanni Arpino e Mario Tobino; inoltre valorizza le opere di due grandi scrittori già conosciuti dal pubblico mondadoriano, quali Mario Soldati e Aldo Palazzeschi, che rafforzano la collana di narrativa italiana.

#### Panorama e gli Oscar Mondadori

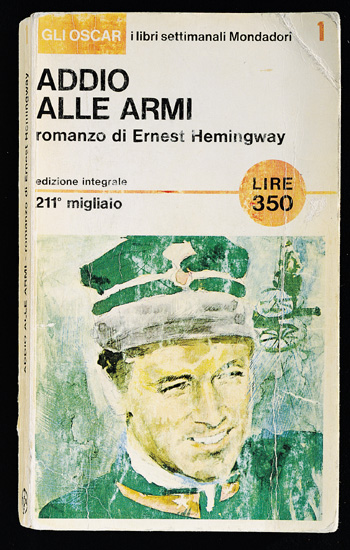
Copertina del primo numero degli Oscar Mondadori, con il romanzo di Ernest Hemingway Addio alle armi, pubblicato il 27 aprile 1965.

Qualche anno più tardi, nel 1962, Mondadori pubblica Panorama. Il periodico, preceduto da cinque numeri zero, nasce come mensile d'informazione il cui fondatore e direttore è Nantas Salvalaggio. Nei primi anni la rivista ottiene un tiepido riscontro, sarà poi sotto la guida del direttore Lamberto Sechi che, ispirandosi alla formula editoriale di Time e Newsweek, lo trasformerà in periodico di attualità raggiungendo i favori di pubblico e pubblicità. Nel 1963 la casa editrice che, dalla sua fondazione aveva pubblicato una sola enciclopedia l'Enciclopedia dei ragazzi, fa uscire l'Enciclopedia della Scienza e della Tecnica, L'opera è diretta da Edgardo Macorini e viene realizzata con il contributo di scienziati ed esperti italiani e stranieri.
Nel 1965 è la prima casa editrice a lanciare una collana di libri tascabili nelle edicole, gli "Oscar Mondadori": un esperimento che avrà un enorme successo e che sarà imitato da molti editori. L'obiettivo della collana era quello di raggiungere quel pubblico poco abituato all'acquisto in libreria. Il primo romanzo pubblicato con questa formula fu Addio alle armi di Ernest Hemingway, che riscontrò subito grandi risultati in termini di copie vendute. Il periodo di grande espansione porta la Mondadori a diventare, nel decennio '60, il primo gruppo editoriale italiano nel settore librario e la 46ª società italiana per fatturato complessivo.

#### La nuova sede progettata da Oscar Niemeyer

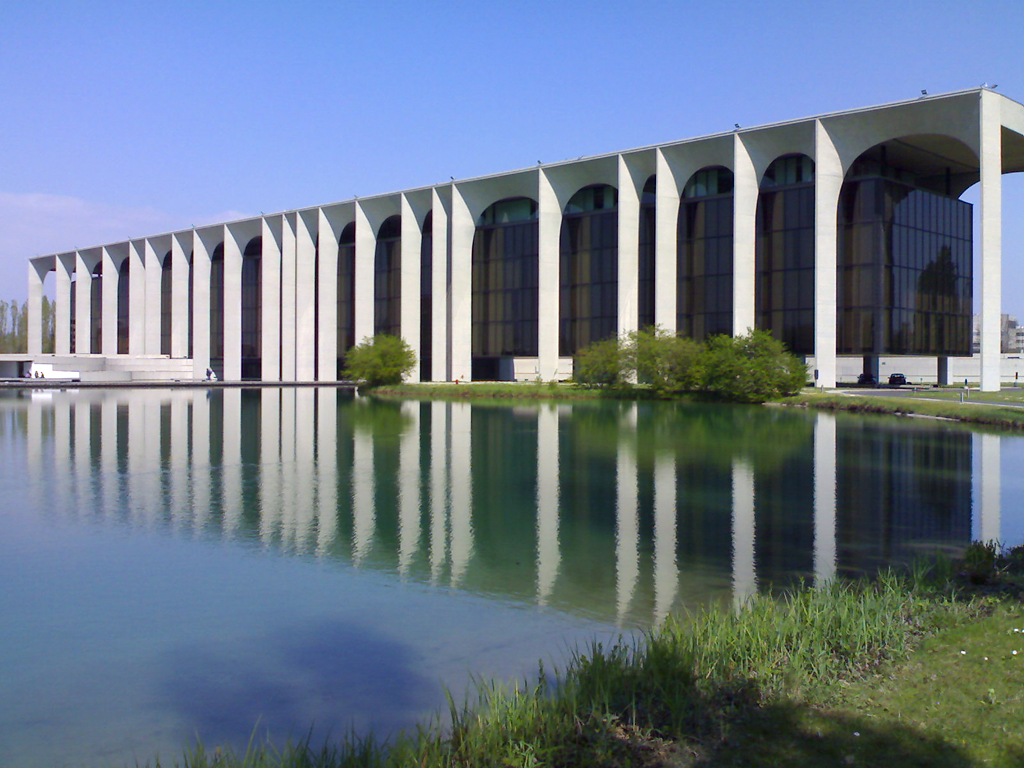
La sede della Mondadori a Segrate, progettata dall'architetto Oscar Niemeyer.

Verso la metà degli anni sessanta l'espansione della casa editrice rende necessario il trasferimento in nuovi uffici, visto che quelli di via Bianca di Savoia a Milano, anche a causa della localizzazione molto centrale, sono difficilmente ampliabili. Arnoldo e Giorgio Mondadori valutano molti progetti, ma nessuno convincerà fino in fondo i due manager. È invece nel corso di un viaggio in Sudamerica che Giorgio Mondadori resta letteralmente folgorato dal palazzo del Ministero degli Esteri brasiliano a Brasilia: Palazzo Itamaraty, anche noto come Palazzo degli Archi, realizzato dall'architetto Oscar Niemeyer. Matura così la decisione di affidare a questi anche la progettazione della nuova sede della casa editrice che, tra il 1967 e il 1968, acquista un'area di oltre 166 000 metri quadrati nel comune di Segrate, alle porte di Milano. Il progetto definitivo è datato 1970, anno nel quale il consiglio di amministrazione della società decide di vendere alle Assicurazioni Generali il terreno di Segrate: il palazzo di Niemeyer sarà dunque realizzato a spese di Generali, che lo concederanno poi in affitto a Mondadori. Con questa operazione Giorgio Mondadori ottiene il duplice risultato di non impegnare i conti dell'azienda, senza rinunciare però a un'opera di grande impatto. La costruzione inizia nel 1971, mentre il trasferimento dell'azienda nei nuovi uffici è datato gennaio 1975.

### Dal 1968 al 1991
Nel 1968 il fondatore Arnoldo Mondadori nomina suo successore alla presidenza il figlio Giorgio (l'altro figlio, Alberto, ha deciso di dedicarsi alla sua creatura, il Saggiatore). Mario Formenton, marito della figlia Cristina, è nominato vicepresidente e amministratore delegato; Sergio Polillo è il direttore generale del settore editoriale (dal 1974 direttore generale tout court). Sempre nel 1968 Bob Noorda ridisegna il logo aziendale concependo la grande "A" rossa che ancora oggi contraddistingue il marchio. L'anno successivo vede la luce un nuovo progetto editoriale di Mondadori, la collana "I Meridiani" che ha lo scopo di raccogliere in un solo volume gli scrittori più significativi di tutti i tempi e di tutte le letterature. Ai classici antichi e moderni, si affianca la letteratura del Novecento. La collana, fondata da Vittorio Sereni (vedi supra), viene inaugurata con Giuseppe Ungaretti. Vengono pubblicati 256 titoli dedicati a 172 autori nei primi quarant'anni di vita della collana.
Nel corso degli anni settanta la Mondadori acquisisce la struttura definitiva di grande gruppo multimediale. La produzione libraria si estende alle grandi opere così come alle edizioni economiche. L'attenzione al mercato e alla profittabilità è all'origine anche di alcuni errori: la casa rifiuta la pubblicazione di nuovi autori come Wilbur Smith, Stephen King e Mario Puzo. Anche il catalogo dei periodici si espande in diversi settori: economico (Espansione); domestico (Casaviva, Guida Cucina, Guida Maglia; Guida tv); per ragazzi (Centocose, Dolly, Barbie – Topolino è leader nel segmento con 500 000 copie); femminili (Donna Più); maschili (Il Fotografo); culturali (i trimestrali Nuovi Argomenti e Prometeo). Nel 1976 grazie ad una joint venture con il GEDI nasce il quotidiano La Repubblica. Nel 1977 Giorgio Mondadori lascia il gruppo: poco tempo prima egli era stato messo in minoranza dalle due sorelle che unirono le loro quote. La presidenza della Mondadori passa a Mario Formenton.
Alla fine degli anni settanta fa la sua breve comparsa un particolare tipo di stampa: il libro animato. Nel 1980 una joint venture con la canadese Harlequin Enterprises porta alla nascita di Harlequin Mondadori, che tratta esclusivamente narrativa femminile. Dal 1980 al 2015 la casa editrice pubblica in Italia la collana "Harmony", leader nel mercato dei romanzi rosa. Nel 1982 Enzo Biagi firma un contratto di cinque anni per la pubblicazione di alcuni libri (il primo è 1935 e dintorni), per poi tornare alla Rizzoli. Nello stesso anno la Mondadori lancia la propria rete televisiva, Rete 4 (Mondadori aveva fondato una concessionaria già nel 1979, la GPE - Telemond) ma non si ottengono i risultati attesi e nel 1984 la rete viene ceduta alla Fininvest. La cessione però non copre le perdite. Per la prima volta dai tempi di Borletti, il gruppo accetta l'ingresso nell'azionariato di capitali provenienti da ambienti industriali e finanziari estranei al mondo dell'editoria. 
Nella primavera del 1984, la CIR - Compagnie Industriali Riunite di Carlo De Benedetti diventa socio di maggioranza della Mondadori Editore. Nel 1987 scompare a causa di una malattia il presidente Mario Formenton, artefice del rilancio dell'azienda dopo la sfortunata avventura nel mondo della televisione commerciale.  L'anno seguente Silvio Berlusconi acquisisce le azioni di Leonardo Mondadori e quindi la Mondadori è in mano a tre soggetti: la CIR di Carlo De Benedetti, gli eredi di Mario Formenton e la Fininvest di Silvio Berlusconi. Tra i tre soggetti si apre la lotta per il controllo della società: per dirimere la questione si affidano ad un arbitrato super partes; il conseguente lodo arbitrale, depositato il 20 giugno 1990, dà ragione a De Benedetti, ma Berlusconi impugna il lodo dinanzi alla Corte di Appello di Roma che il 24 gennaio 1991 lo annulla, riassegnando la Mondadori alla Fininvest. Successivamente, nel 2007 la Cassazione stabilirà che quella sentenza era stata viziata dalla corruzione del giudice Vittorio Metta da parte di Cesare Previti, avvocato della Fininvest. La successiva divisione dei valori materiali ed immateriali sollecitata da Carlo Caracciolo ed intermediata tra le parti da Giuseppe Ciarrapico assegnerà definitivamente: 
- l'Arnoldo Mondadori Editore e il circuito delle librerie alla Fininvest;
- il Gruppo Editoriale L'Espresso (con La Repubblica, la concessionaria di pubblicità A. Manzoni & C ed i quotidiani locali della Finegil) e le cartiere di Ascoli e Marsoni alla CIR.

Negli anni 1988 e 1989 i libri pubblicati nella collana degli Oscar toccano il vertice di 7 milioni di copie vendute. Nello stesso periodo viene pubblicata l'edizione italiana del libro I versi satanici di Salman Rushdie, per il quale lo scrittore inglese viene minacciato di morte. Anche la Mondadori entra nel mirino della fatwā lanciata contro lo scrittore: il 3 luglio 1991 il traduttore italiano del libro, Ettore Capriolo, è ferito da un facinoroso nella sua casa a Milano.

### Anni novanta
L'azienda nel 1991 entra a far parte del gruppo Fininvest, che ne è diventato azionista di maggioranza (53,06%). Nel 1994 viene pubblicato un saggio riguardante la mafia dal titolo L'Europa dei padrini (L'Europe des parrains), del giornalista Fabrizio Calvi il quale riportava anche alcune inchieste della Criminalpol del 1984 sui rapporti dell'entourage di Berlusconi con il boss Vittorio Mangano. L'edizione italiana edita dalla Mondadori non presenta i riferimenti a Berlusconi e al boss mafioso, all'epoca fattore nella residenza di Arcore di Berlusconi. Nel 1995 inizia la collaborazione di Renata Colorni la quale dirige dapprima le collane I Classici e I Meridiani e, successivamente, l'intero settore dell'editoria letteraria.

### Anni 2000
Dall'inizio degli anni 2000 l'espansione dell'azienda e il conseguente aumento del personale richiede l'utilizzo di sedi distaccate a Segrate-Milano Oltre, mentre la sede in Corso Europa a Milano viene ceduta. Mondadori è uno dei primi editori a entrare nel mercato degli e-book e nel 2000 viene siglato un accordo con la Microsoft per la creazione del primo sito italiano per la vendita dei libri elettronici. Nel 2012 le case editrici del Gruppo Mondadori lanciano collane di libri solo in versione elettronica.
Il 13 dicembre 2002 muore a Milano, dopo una lunga malattia, Leonardo Mondadori, nipote del fondatore Arnoldo, entrato nel gruppo editoriale subito dopo la laurea, nel 1972, ne era stato vicepresidente dal 1982 al 1991 e poi presidente dal 1991 fino alla morte. Il suo successore alla presidenza del gruppo è Marina Berlusconi. L'organigramma del 2003, dopo la presidente, è così composto: Maurizio Costa è vicepresidente e amministratore delegato, mentre il Cda è composto da 14 membri: Marina Berlusconi, Francesco Barbaro, Pier Silvio Berlusconi, Pasquale Cannatelli, Fedele Confalonieri, Maurizio Costa, Bruno Ermolli, Martina Mondadori, Roberto Poli, Giovanni Puerari, Mario Resca e Marco Spadacini.
Nel 2004 viene lanciata la prima edizione internazionale del settimanale Grazia in Bulgaria e attraverso accordi di licensing o joint venture locali, la Mondadori crea negli anni una vera e propria rete di testate femminili basata sul marchio della storica rivista di moda. Il «Grazia International Network» si espande in Gran Bretagna e negli Emirati Arabi Uniti (2005), in Serbia e Croazia (2006), in Russia e Paesi Bassi (2007), in India (2008), in Francia, Cina, Thailandia e Indonesia (2009), in Germania e Bahrein (2010), in Bosnia ed Erzegovina (2011), in Sudafrica, Polonia e Slovenia (2012), per finire con Spagna, Corea, Messico e Albania nel 2013. Alcuni lanci non hanno il successo atteso e le edizioni internazionali in Grecia e Australia vengono chiuse dopo pochi anni. Nel 2020 nasce Grazia USA grazie all'accordo con Pantheon Media Group. La direzione editoriale del Grazia International Network è affidata a Carla Vanni, nota giornalista del settore, per molti anni direttore dell'edizione italiana dello stesso settimanale. L'espansione dell'attività internazionale ha portato alla nascita della controllata «Mondadori International Business», che gestisce le attività internazionali, compreso il licensing di altre riviste come Casaviva, Interni, Flair, Sale & Pepe e Icon.
Nel gennaio del 2005 la Mondadori acquista l'emittente radiofonica Radio 101 One-O-One, tramite Monradio S.r.l., trasformandola in R101, acquistando anche il 10% della società Rock FM S.r.l. Nell'agosto del 2006 ottiene il controllo della filiale francese (Emap France) del gruppo editoriale inglese EMAP plc. per 545 milioni di euro, rinominandola poi Mondadori France. La quota di mercato detenuta dalla società nella stampa periodica è considerata la terza per dimensione nel paese. Oltre a controllare alcune case editrici, pubblica alcuni libri insieme con la Rai Libri.
Il 2007 è l'anno in cui ricorre il centenario della casa editrice e la Mondadori viene definita dal Presidente della Repubblica Giorgio Napolitano, in visita alla sede di Segrate, "patrimonio di tutto il paese". Il 13 luglio 2007, la II sezione penale della Corte di cassazione rende definitiva la condanna a un anno e sei mesi per Cesare Previti e ad altri imputati; questa sentenza stabilì in modo definitivo che la sentenza del 14 gennaio del 1991 con cui la Corte d'appello di Roma annullava il lodo arbitrale - che assegnava la maggioranza alla cordata che faceva riferimento a Carlo De Benedetti - fu frutto di corruzione.

Nel novembre del 2008 Mondadori vende l'80% del capitale di Mondadori Printing S.p.A. (società in cui erano concentrate le attività della divisione grafica e di stampa) al Gruppo Pozzoni e nel gennaio 2012 viene acquisito dal Gruppo Pozzoni il rimanente 20% del capitale. Nell'aprile 2012 Mondadori Printing S.p.A. acquista dalla Pozzoni S.p.A. il ramo d'azienda Elcograf e Datamill. A dicembre 2012 viene rimossa la vecchia insegna Mondadori Printing dagli stabilimenti di Verona, a testimoniare il cambio definitivo di proprietà e gestione.

### Anni 2010
Da gennaio 2010 le attività della divisione libri del Gruppo Mondadori vengono presidiate da due nuove direzioni generali: editoria "Trade", specializzata in libri di narrativa e saggistica pubblicati da Mondadori, Einaudi, Piemme e Sperling, ed editoria "di Creazione", specializzata in libri progettati internamente come quelli scolastici, d'arte e illustrati pubblicati da Mondadori Education ed Electa.
Nel 2010 l'azienda crea il Comitato di sostenibilità con lo scopo di individuare le linee di sviluppo della strategia di responsabilità sociale d'impresa (Csr) e di redigere una versione sperimentale a uso interno del Bilancio di sostenibilità. La prima versione pubblica esce nel 2012 (Bilancio di sostenibilità 2011), cui seguono gli aggiornamenti annuali. Sempre nel 2012 viene creata una sezione «Sostenibilità» sul sito istituzionale, che si classifica al 17º posto nella graduatoria Csr Online Award (Premio online sulla responsabilità sociale d'impresa) 2012 e al 15° nell'edizione successiva, prima tra le società quotate italiane del settore comunicazione.
Nel luglio del 2012 viene annunciato l'accordo con la società canadese Kobo (del gruppo giapponese Rakuten) in base al quale Mondadori distribuirà sul mercato italiano gli ereader e i tablet della famiglia Kobo, caratterizzati dalla capacità di leggere e-books in qualsiasi formato (aperto) e quindi non vincolati a uno specifico fornitore. In base all'accordo l'intero catalogo elettronico di Mondadori viene unito a quello mondiale di Kobo, all'interno del sito http://www.kobobooks.com. Dopo qualche settimana l'e-store di Mondadori, Bol.it, viene trasformato in InMondadori.it e agganciato alla piattaforma Kobo.
La trasformazione da Bol.it a InMondadori non riguarda solo gli spazi virtuali, visto che da settembre 2012 anche molti negozi fisici Mondadori cambiano insegna per diventare InMondadori.
Nell'ottobre 2012 Gruner+Jahr/Mondadori (joint venture Mondadori-Bertelsmann) annuncia la chiusura di Focus Extra, Focus Domande e Risposte, Focus Brain Trainer, Wars, Biografie, Jack, Geo e Focus Wild (queste ultime due verranno invece continuate) con 60 esuberi (su 120 dipendenti); la vicenda si chiude nel gennaio del 2013, quando viene firmato l'accordo sullo stato di crisi alla Gruner+Jahr/Mondadori, approvato all'unanimità dall'assemblea dei giornalisti della casa editrice.
Un caso controverso riguarda il libro Imprimatur scritto da Rita Monaldi e Francesco Sorti. Gli autori denunciarono infatti un presunto boicottaggio da parte delle case editrici italiane: avrebbero evitato di pubblicarlo nuovamente – nonostante il successo conseguito – a causa di una supposta pressione del Vaticano che non avrebbe gradito la divulgazione di fatti storici riguardanti le trame di papa Innocenzo XI.
Nel 2013 si dimette l'amministratore delegato Maurizio Costa, per 16 anni alla guida dell'azienda e gli subentra Ernesto Mauri, già presidente e direttore generale di Mondadori France e della divisione periodici del Gruppo. I primi mesi del 2013 sono caratterizzati da operazioni sui periodici: alcune testate vengono chiuse o cedute (Casa Viva, Ville e Giardini, Panorama Travel, Men's Health), poi avviene il rilancio di alcuni marchi (Chi, Donna Moderna, TuStyle, Grazia). L'area digitale del Gruppo riparte da nomi nuovi che arrivano dal mondo di Internet e dei media digitali: Federico Rampolla viene nominato responsabile dell'area Innovazione digitale. L'11 marzo 2014 la Mondadori annuncia l'acquisizione di ANobii, rete sociale dedicata ai libri, fondata da Greg Sung nel 2005, alla data uno dei maggiori social network verticali dedicato agli appassionati della lettura. Nel novembre dello stesso anno il gruppo di Segrate riunisce tutti i suoi marchi librari in una società per azioni, «Mondadori Libri», che da gennaio 2015 ha come vice presidente Gian Arturo Ferrari (presidente è Ernesto Mauri). La nuova società controlla le partecipazioni nelle case editrici del Gruppo attive nei settori commercio, arte e scolastica (Edizioni Piemme (100%), Giulio Einaudi editore (100%), Mondadori Education (100%), Mondadori Electa (100%), Sperling & Kupfer Editori (100%), Harlequin Mondadori (50%)) e nella società di distribuzione Mach 2 Libri (34,91%).
Il 1º luglio 2015 il Gruppo Mondadori annuncia l'acquisizione del restante 50% della joint venture con Gruner und Jahr. Al posto della società mista nasce la S.p.A. «Mondadori Scienza». Successivamente la casa editrice effettua due dismissioni: cede l'80% di Monradio, cui fa capo l'emittente radiofonica R101, poi cede il 50% della joint venture con Harlequin. Tali operazioni servono a raccogliere parte del capitale necessario per effettuare un'operazione di acquisizione del valore di oltre 127 milioni di euro: il 5 ottobre 2015, infatti, la Mondadori rileva da RCS MediaGroup la controllata «RCS Libri» (tranne il marchio Adelphi). Con questa operazione, la Mondadori diventa la prima casa editrice italiana per fatturato; inoltre, secondo uno studio di Mediobanca, diventa il primo operatore nell'editoria libraria (con il 38% del mercato) e il primo operatore nel settore periodici (31% del mercato).
- 2.400 nuovi libri pubblicati;
- 600 punti vendita;
- 28,7% quota di mercato (a valore) libri trade in Italia;
- 23,7% quota di mercato (sezioni adottate) editoria scolastica in Italia;
- 31,80% quota di mercato (a valore) periodici in Italia;
- 11,1% quota di mercato pubblicitario (a volumi) periodici in Francia.

L'Autorità garante della concorrenza e del mercato (AGCM) avvia un'istruttoria che si conclude nel marzo 2016. La Mondadori deve cedere la Bompiani e la quota posseduta in Marsilio Editori. L'Autorità inoltre approva dieci misure volte a stimolare la concorrenza sia nel settore editoriale che nel settore della distribuzione (pronunciamento del 23 marzo 2016). Dopo aver ottenuto l'autorizzazione dell'autorità regolatoria, il 14 aprile 2016 l'acquisizione è finalizzata. «RCS Libri», rinominata «Rizzoli Libri», viene incorporata in «Mondadori Libri S.p.A.». Nuovo presidente è Gian Arturo Ferrari (vicepresidente del gruppo). In adempimento delle decisioni dell'Antitrust, segue la cessione della partecipazione in Marsilio Editori a GEM (società della famiglia De Michelis) e quella della Bompiani alla casa editrice Giunti Editore.
Nel resto dell'anno 2016, Mondadori acquisisce Banzai Media Holding, ovvero l'insieme dei siti web tematici di EPrice, tra i quali AndroidWorld.it, SmartWorld.it, MobileWorld.it, AlterVista, PianetaDonna, CookAround, Giallo Zafferano, Studenti, Mypersonaltrainer e SoldiOnline.

#### Le dismissioni del 2018-19
Il 2018 è un anno caratterizzato da una serie di operazioni che portano il gruppo Mondadori a concentrarsi sulle attività librarie e a rivedere completamente l'approccio con il settore della produzione di contenuti, sia nel settore dei software gestionali sia nella produzione giornalistica di notizie. Agli inizi di maggio del 2018 viene annunciata la cessione di Inthera ad Hci Holding: costituita nemmeno due anni prima, Inthera avrebbe dovuto rappresentare l'area del Gruppo specializzata in "strategia, progettazione e sviluppo di soluzioni di marketing data-driven". Nello stesso periodo il Gruppo Mondadori avvia una trattativa con il Gruppo European Network per la cessione dei periodici TuStyle e Confidenze, operazione che viene poi bloccata da un sopraggiunto accordo sindacale con i giornalisti del Gruppo, che prevede una consistente riduzione degli stipendi e il ricorso a contratti di solidarietà. In data 1º novembre 2018 il settimanale «Panorama» viene ceduto alla società editrice del quotidiano «La Verità» di Maurizio Belpietro: l'operazione viene preceduta da una lunga trattativa sindacale con i giornalisti della storica testata.
Nell'aprile 2019 viene ceduta Mondadori France, società francese del gruppo che pubblica unicamente periodici, a Reworld Media. Alla fine dello stesso anno avviene la cessione di altri cinque periodici a Maurizio Belpietro: Confidenze, Cucina Moderna, Sale & Pepe, Starbene e TuStyle. Viene creata una nuova società, «Stile Italia Edizioni» (75% Belpietro, 25% Mondadori).

### Anni 2020
Il 12 luglio 2021 la Mondadori annuncia l'acquisizione del 100% delle azioni di «De Agostini Scuola», il ramo della casa editrice novarese dedicato all'istruzione. Con tale acquisizione la Mondadori diventa proprietaria anche dei marchi Petrini, Marietti Scuola, Utet Università, "Cideb-Black Cat" e Garzanti Scuola. «De Agostini Scuola» si affianca a Mondadori Education e Rizzoli Education. Con l'operazione il Gruppo Mondadori diventa il primo operatore italiano nel mercato dell'editoria scolastica.
Il primo aprile 2022 Mondadori chiude l'acquisizione del 50% di De Agostini Libri. L'operazione è effettuata dalla controllata Mondadori Libri. Il successivo 6 giugno viene annunciato l'acquisto del 51% del capitale sociale della casa editrice perugina Star Comics, il principale editore italiano di fumetti, per un valore stimato in 15 milioni di euro. L'acquisizioni viene finalizzata il 30 giugno.
Il 22 novembre 2022 il Gruppo annuncia la vendita di due testate a Reworld Media (gruppo mediatico francese che aveva già acquisito Mondadori France nel 2019): lo storico settimanale Grazia e il periodico Icon. L'operazione viene conclusa il 10 gennaio 2023.
Il 3 marzo 2025 aumenta la quota di partecipazione in Star Comics fino al 75,5%.

## Presidenti
- Senatore Borletti (1921-1939)
- Arnoldo Mondadori (1939-1968)
- Giorgio Mondadori (1968-1976)
- Giuseppe Luraghi (1976-1981)
- Mario Formenton (1981-1987)
- Sergio Polillo (1987-1991)
- Leonardo Mondadori (1991-2002)
- Marina Berlusconi (2002 - in carica)

## Principali società del gruppo
- Attica Publications S.A. (41,986%)
- Mondadori Libri S.p.A. (100%), detiene varie società editoriali e pubblica con i seguenti marchi[133]:
  - Mondadori
  - Rizzoli[134]
  - Fabbri Editori
  - Piemme
    - Il Battello a Vapore

  - Le Monnier
  - Electa
  - Sperling & Kupfer
    - Frassinelli

  - Mondadori Scuola
    - D Scuola
    - Mondadori Education
    - Rizzoli Education

  - possiede il 100% delle società Giulio Einaudi Editore S.p.A. (che detiene il 50% di Edizioni EL S.r.l.) e A.L.I. S.r.l. Agenzia Libraria International (che detiene il 100% di Il Castello S.r.l.)
  - possiede il 50% della società De Agostini Libri S.r.l. e il 75,5% della società Edizioni Star Comics S.r.l.

- Mondadori Media S.p.A. (100%): nata il 1º gennaio 2020 dallo scorporo dell'Area Periodici, delle proprietà digitali e dall'incorporazione di Mondadori Scienza[135] e della partecipazione (il 50%) in Mediamond S.p.A.[136]
- Mondadori Retail S.p.A. (100%), che detiene, tra gli altri, i marchi Euroclub, Club degli Editori[137], Il Circolo, Club per Voi e MondadoriStore.it, ex InMondadori.it (il sito di e-commerce che ha preso il posto del negozio online bol.it)[138]
- Mondadori Seec Advertising Co. Ltd (50%)
- Press-di S.r.l. (100%)
- Talent Agency (50%)

Mondadori ha avuto, fino a dicembre 2023, una concessionaria pubblicitaria in joint venture con Publitalia '80 (Gruppo MFE).

## Periodici pubblicati in Italia
- Casabella
- Chi
- Focus
- Focus Junior
- Focus Pico

- Focus Storia
- Giallo Zafferano, da marzo 2017
- Guida TV
- Interni
- Nuovi Argomenti

- Prometeo
- Telepiù
- TV Sorrisi e Canzoni

Cedute/Cessate:
- Automobile Club, fino al 2014
- Auto oggi, fino al 2011
- Bolero Film
- Cambio Panoramauto, fino al 2014
- CasaFacile fino al 2022
- Casaviva, fino al 2013
- Ciak, fino al 2014
- Confidenze, fino al 2019
- Cosmopolitan, fino al 2011
- Creare, fino al 2007
- Cucina Moderna, fino al 2019
- Cucina No Problem, fino al 2018
- Donna Moderna, fino al 2022
- Doppiovù, fino al 1978
- Economy, fino al 2012
- Epoca
- Evo, fino al 2014
- Flair, fino al 2016
- Focus Brain Trainer, fino al 2012
- Geo, fino al 2015
- Grazia, fino al 2022
- Grazia Casa, fino al 2015
- Guida Cucina, fino al 2019
- Il mio Papa, fino al 2020
- In Tavola, fino al 2017
- Jack, fino al 2012
- Men's Health, fino al 2013
- Panorama, fino al 2018
- Panorama Icon, fino al 2022
- Panorama Travel, fino al 2013
- PC Professionale, fino al 2014
- Sale & Pepe, fino al 2019
- Spy, fino al 2020
- Starbene, fino al 2019
- TuStyle, fino al 2019
- VilleGiardini, fino al 2013

## Proprietà digitali
Dal 1º gennaio 2020 confluite in «Mondadori Media S.p.A.»
- AlterVista
- Android World
- Cookaround
- Fatto in casa da Benedetta
- Giallo Zafferano
- Mobile World
- Mypersonaltrainer
- Pianeta Mamma
- Smart World
- Soldi Online
- Studenti
- The Wom
- Webboh

## Informazioni finanziarie
Tabella con confronto dei principali dati finanziari di Mondadori del periodo 2007-2017:
| Anno | Fatturato (milioni €) | Margine Lordo Operativo – EBITDA (milioni €) | Risultato Operativo – EBIT (milioni €) | Utile Netto (milioni €) |
| ---- | --------------------- | -------------------------------------------- | -------------------------------------- | ----------------------- |
| 2022 | 903,0                 | 130,7                                        | 72,7                                   | 52,1                    |
| 2021 | 807,3                 | 91,1                                         | 45,2                                   | 44,2                    |
| 2020 | 744,0                 | 84,6                                         | 14,8                                   | 4,5                     |
| 2019 | 884,9                 | 102,9                                        | 62,3                                   | 28,2                    |
| 2018 | 891,4                 | 77,5                                         | 56,3                                   | 20,3                    |
| 2017 | 1268,3                | 101,1                                        | 61,5                                   | 30,4                    |
| 2016 | 1263,3                | 94,0                                         | 60,0                                   | 22,5                    |
| 2015 | 1123,2                | 81,6                                         | 54,5                                   | 6,4                     |
| 2014 | 1177,5                | 67,1                                         | 42,4                                   | 0,6                     |
| 2013 | 1275,8                | −12,8                                        | −183,1                                 | −185,4                  |
| 2012 | 1416,1                | 68,1                                         | −149,9                                 | −166,1                  |
| 2011 | 1507,2                | 130,4                                        | 103,8                                  | 49,6                    |
| 2010 | 1558,3                | 140,2                                        | 114,2                                  | 42,1                    |
| 2009 | 1540,1                | 106,2                                        | 71,8                                   | 34,3                    |
| 2008 | 1819,2                | 249,2                                        | 203,5                                  | 97,1                    |
| 2007 | 1958,6                | 268,9                                        | 225,2                                  | 112,6                   |

## Azionariato
L'azionariato, all'8 giugno 2023, è il seguente:
- Fininvest: 53,30% (con 69,53% dei diritti di voto)
- Flottante: 46,44% (con 30,47% dei diritti di voto)
- Azioni proprie: 0,26%

## Archivio e biblioteca
L'archivio storico Arnoldo Mondadori Editore (AME) e la Biblioteca storica della casa editrice sono conservati a Milano dalla Fondazione Arnoldo e Alberto Mondadori.